# Und es entsprang ein Fluß in Eden
Und es entsprang ein Fluß in Eden: Das Uhrwerk der Evolution ist ein 1996 auf Deutsch beim C. Bertelsmann Verlag erschienenes populärwissenschaftliches Sachbuch des britischen Evolutionsbiologen Richard Dawkins. Es erschien im englischen Original unter dem Titel River Out of Eden: A Darwinian View of Life im Jahre 1995 bei Basic Books, New York. Dawkins behandelt in seinem Buch verschiedene Aspekte der Evolution und versucht diesbezügliche Missverständnisse auszuräumen. Der Titel ist angelehnt an die folgende Bibelstelle:

„Und es ging aus von Eden ein Strom, den Garten zu bewässern, und teilte sich von da in vier Hauptarme.“

## Inhalt
Der digitale Fluß

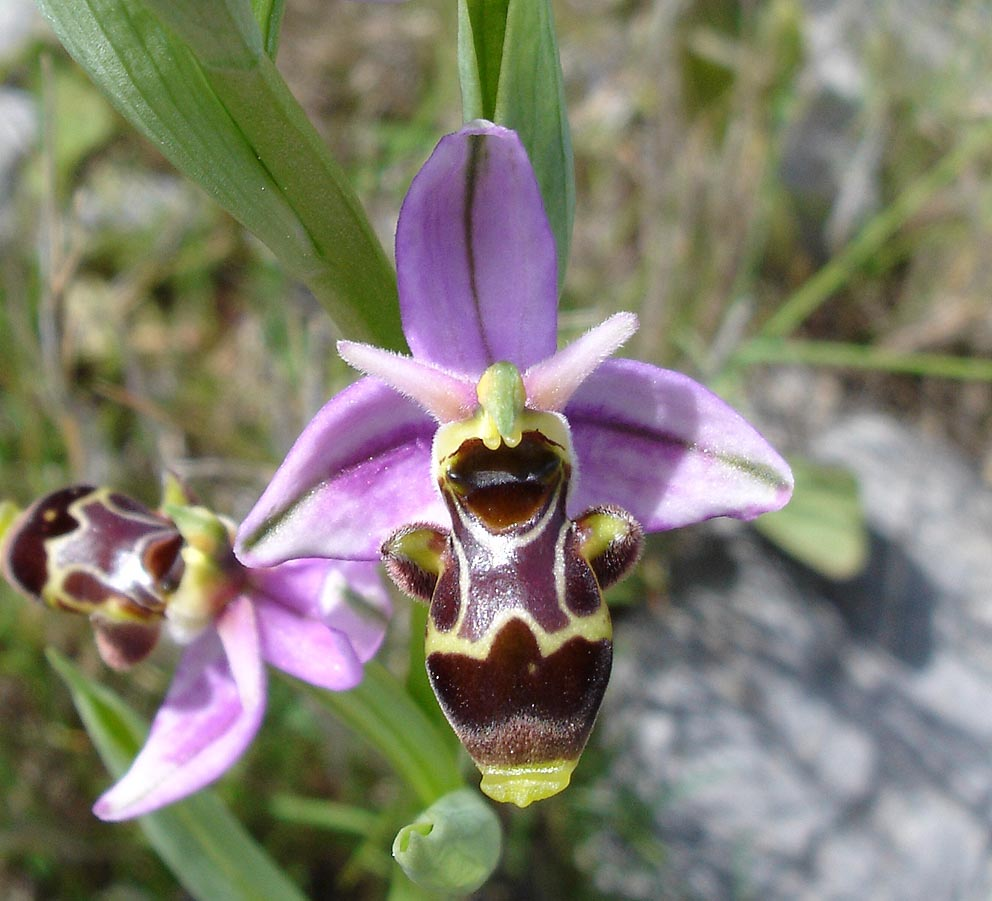
Um Männchen zur Bestäubung anzulocken, ahmen Orchideen der Gattung Ophrys weibliche Insekten nach. Laut Dawkins muss Mimikry jedoch nicht perfekt im Sinne von nichtreduzierbarer Komplexität sein, da sich Tiere leicht täuschen lassen.

Dawkins stellt sich die Entwicklung der Arten wie einen Fluss von Genen vor, der durch die Erdgeschichte fließt. Immer wenn sich infolge von geographischer Isolation eine neue Art bildet, erhält der Fluss eine weitere Verzweigung. Der Fluss hat folglich die Form eines Stammbaumes, der, wenn man ihn weit genug zurückverfolgt, beim ersten gemeinsamen Vorfahren seinen Ursprung hat.
Die DNA lässt sich wie ein digitaler Code verstehen und nur die vorteilhaftesten Gene können gemäß dem Prinzip der natürlichen Auslese ungehindert durch die Generationen fließen.
Mutter Afrika und ihre Kinder
Dieses Kapitel behandelt die Theorie der mitochondrialen Eva. Sie ist die jüngste gemeinsame Vorfahrin in der rein weiblichen Abstammungslinie und wie noch frühere Menschen kommt auch sie mit großer Wahrscheinlichkeit aus Afrika.
Heimlicher Nutzen
An den Beispielen von Mimikry, dem Auge und dem Bienentanz erläutert Dawkins, dass sich selbst hochkomplexe biologische Erscheinungen im Laufe der Evolution allmählich entwickeln können. Dies betont Dawkins besonders in Hinblick auf das häufig von Kreationisten vorgebrachte Argument der nichtreduzierbaren Komplexität.
Gottes Nutzenfunktion
Vorgänge in der Natur sind nicht immer dergestalt, wie man es unter dem Gesichtspunkt der Effizienz erwarten würde. So wäre es zum Beispiel weit sparsamer, wenn sämtliche Bäume in einem Wald niedrig wären. Doch die Selektion begünstigt den Egoismus des Einzelnen, sodass es zu einem Wettlauf des sich gegenseitigen Überragens kommt und die Bäume infolgedessen sehr hoch werden.
Die Replikationsbombe
Für Dawkins lässt sich die exponentielle Ausbreitung des Lebens mit einer Explosion vergleichen. Dieser Prozess setzte ein, als die ersten Moleküle die Fähigkeit zur Selbstreplikation erlangten. In Form von Funksignalen oder Raumfahrt breitet sich diese Explosion mittlerweile sogar in den Raum außerhalb der Erde aus.

## Rezensionen
„Wie [in Der blinde Uhrmacher und Das egoistische Gen] erläutert [Dawkins] in dem vorliegenden Werk an einprägsamen Beispielen, wie aus dem genetischen System allmählich unterschiedliche Arten und nützliche Organe, zum Beispiel Augen, zustande kommen. Er planiert elegant gedankliche Stolperschwellen wie etwa die ‚halbfertigen‘ Organe, die angeblich nicht funktionieren können.“

„Ein anregendes Buch, das zugleich eine kurze und prägnante Einführung in die Evolutionstheorie und ein ebenso verstörendes wie beeindruckendes Weltbild schildert.“

## Buch
- Richard Dawkins: Und es entsprang ein Fluß in Eden: Das Uhrwerk der Evolution. Zeichnungen von Lalla Ward. Aus dem Englischen von Sebastian Vogel. C. Bertelsmann, München 1996, ISBN 3-570-12006-6.